# Cao Lãnh (phường)
Cao Lãnh là một phường thuộc tỉnh Đồng Tháp, Việt Nam.

## Địa lý
Phường Cao Lãnh có vị trí địa lý:
- Phía đông giáp xã Mỹ Thọ.
- Phía tây giáp tỉnh An Giang, ranh giới là sông Tiền.
- Phía nam giáp xã Mỹ An Hưng và Tân Khánh Trung, ranh giới là sông Tiền.
- Phía bắc giáp phường Mỹ Ngãi và Mỹ Trà.

Phường Cao Lãnh có diện tích 73,33 km², dân số năm 2025 là 137.387 người, mật độ dân số đạt 1.873 người/km².

## Lịch sử
Ngày 16 tháng 6 năm 2025, Ủy ban Thường vụ Quốc hội ban hành Nghị quyết số 1663/NQ-UBTVQH15 về việc sắp xếp các đơn vị hành chính cấp xã của tỉnh Đồng Tháp năm 2025. Theo đó, sắp xếp toàn bộ diện tích tự nhiên, quy mô dân số của Phường 1, Phường 3, Phường 4, Phường 6 (thành phố Cao Lãnh), phường Hòa Thuận, các xã Hòa An, Tịnh Thới, Tân Thuận Tây và Tân Thuận Đông thành phường mới có tên gọi là phường Cao Lãnh.
Sau khi sáp nhập, phường Cao Lãnh có 73,33 km² diện tích tự nhiên và dân số 137.387 người.